# 20840 Борісганін
20840 Борісганін (20840 Borishanin) — астероїд головного поясу, відкритий 25 жовтня 2000 року.
Тіссеранів параметр щодо Юпітера — 3,388.